# NGC 7546
NGC 7546 is een balkspiraalstelsel in het sterrenbeeld Vissen. Het hemelobject werd op 1 oktober 1864 ontdekt door de Duitse astronoom Albert Marth.

## Synoniemen
- MCG -1-59-7
- PGC 70820